# 카멜롯 (영화)
카멜롯(Camelot)은 미국에서 제작된 조슈아 로간 감독의 1967년 뮤지컬, 코미디, 드라마, 판타지, 멜로/로맨스 영화이다. 리처드 해리스 등이 주연으로 출연하였다.

## 출연

### 주연
- 리처드 해리스
- 바네사 레드그레이브

### 조연
- 프랑코 네로
- 데이빗 헤밍스